# W&H Dentalwerk
W&H Dentalwerk Bürmoos GmbH

Die internationale W&H-Gruppe mit dem W&H Dentalwerk als Sitz in Bürmoos (Österreich) ist weltweit führend in der Entwicklung und Herstellung von Medizintechnikprodukten. 98 % der Hard- und Softwareprodukte, die in der Dental-, Medizin- und Veterinärbranche zum Einsatz kommen, werden exportiert.

## Unternehmensgeschichte
Das W&H Dentalwerk wurde 1890 von den Berliner Feinmechanikern Jean Weber und Hugo Hampel (W&H) gegründet. Das Unternehmen war das erste in Europa, in dem mechanisch betriebene Hand- und Winkelstücke hergestellt wurden. Im Jahr 1944 übersiedelte W&H aufgrund der Kampfhandlungen des Zweiten Weltkriegs von Berlin in das diesbezüglich geografisch abgelegene Bürmoos, wo Konsul Peter Malata nach dem Krieg 1946 von den Alliierten als Verwalter des Unternehmens eingesetzt wurde.
Am 20. Mai 1958 erwarben Peter und Hilde Malata das Dentalwerk. Neben den ersten Gebäudeerweiterungen in Bürmoos wurde 1964 die erste W&H-Tochter W&H Deutschland, eröffnet. Weitere Niederlassungen folgten in Österreich, Frankreich, Italien, Schweden und Großbritannien.
Peter Malata jun. übernahm den Betrieb am 1. Dezember 1996 und Neuerungen im Management folgten. 1999 wurde in der Nähe von Bergamo in Italien die Produktionsstätte W&H Sterilization eröffnet. Zwischen 2000 und 2009 erweiterte W&H sukzessiv sein Produktportfolio, und in Bürmoos wurde ein zweiter Produktionsstandort eröffnet.
Heute ist das Medizintechnikunternehmen W&H in mehr als 110 Ländern vertreten. Der Familienbetrieb, rechtlich eine GmbH, gilt als eines der weltweit führenden Unternehmen in der Dentaltechnik.
Der Betrieb unterhält in Bürmoos ein firmeneigenes Museum.

## Produkte

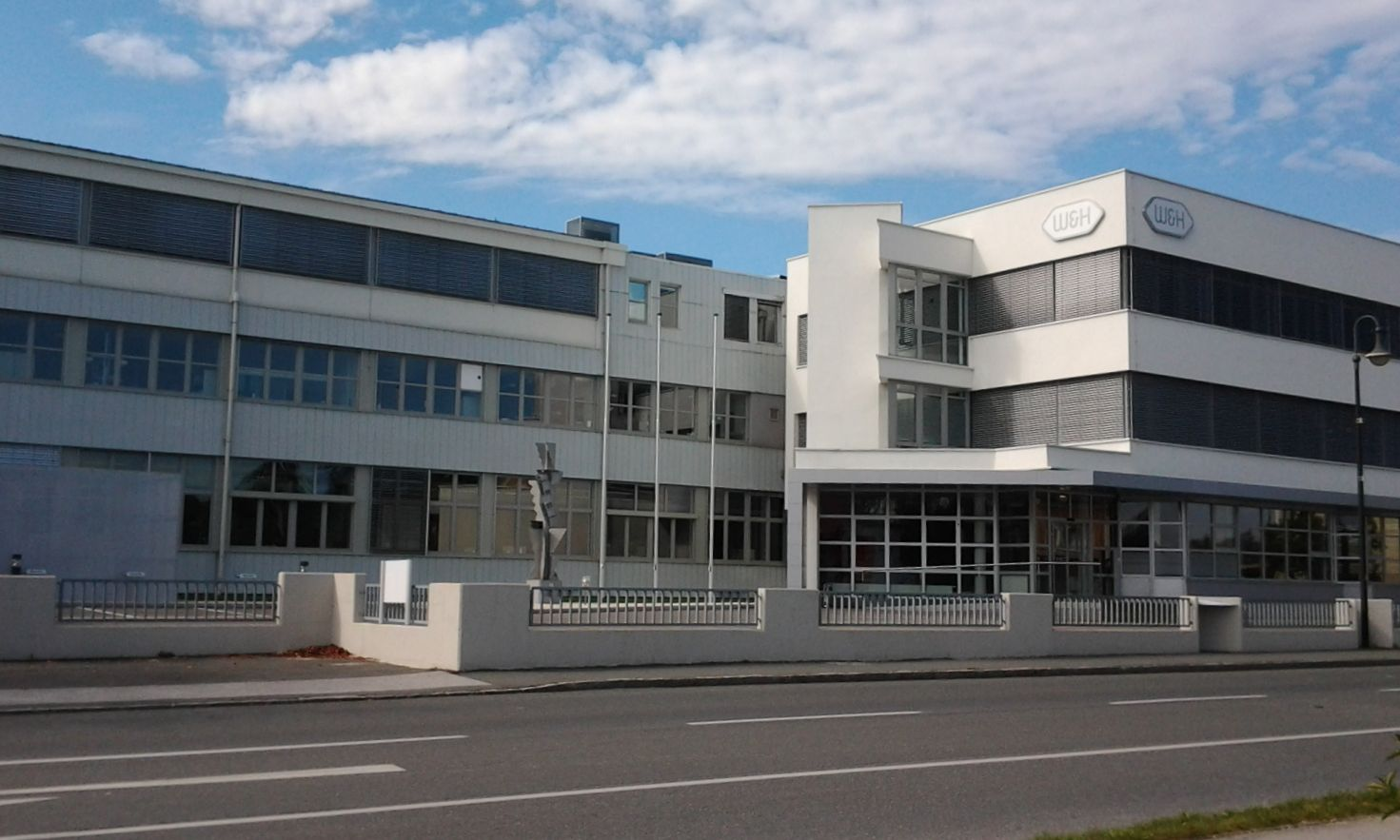
W&H Dentalwerk Bürmoos, Werk I

Die Produkte für die Zahnmedizin finden in Zahnarztpraxen, Zahnkliniken, Dentallabors und in der Mund-, Kiefer- und Gesichtschirurgie Anwendung. Die aktuelle Produktpalette umfasst Instrumente und Geräte für die Anwendungsgebiete
- Dental-Restauration und Prothetik
- Endodontie
- Oralchirurgie und Implantologie
- Prophylaxe und Parodontologie
- Hygiene und Pflege
- Dentallabor

sowie für die Medizinbranche und den Veterinärbereich.
Zertifikate wie das internationale ISO 9001-Zertifikat, das ISO 13485 und der Anhang II der
Richtlinie 93/42/EWG sind für W&H-Produkte Standard. 2007 erhielt W&H von
quality austria das Umweltzertifikat entsprechend den Forderungen der ISO 14001:2004.

### Produktgeschichte

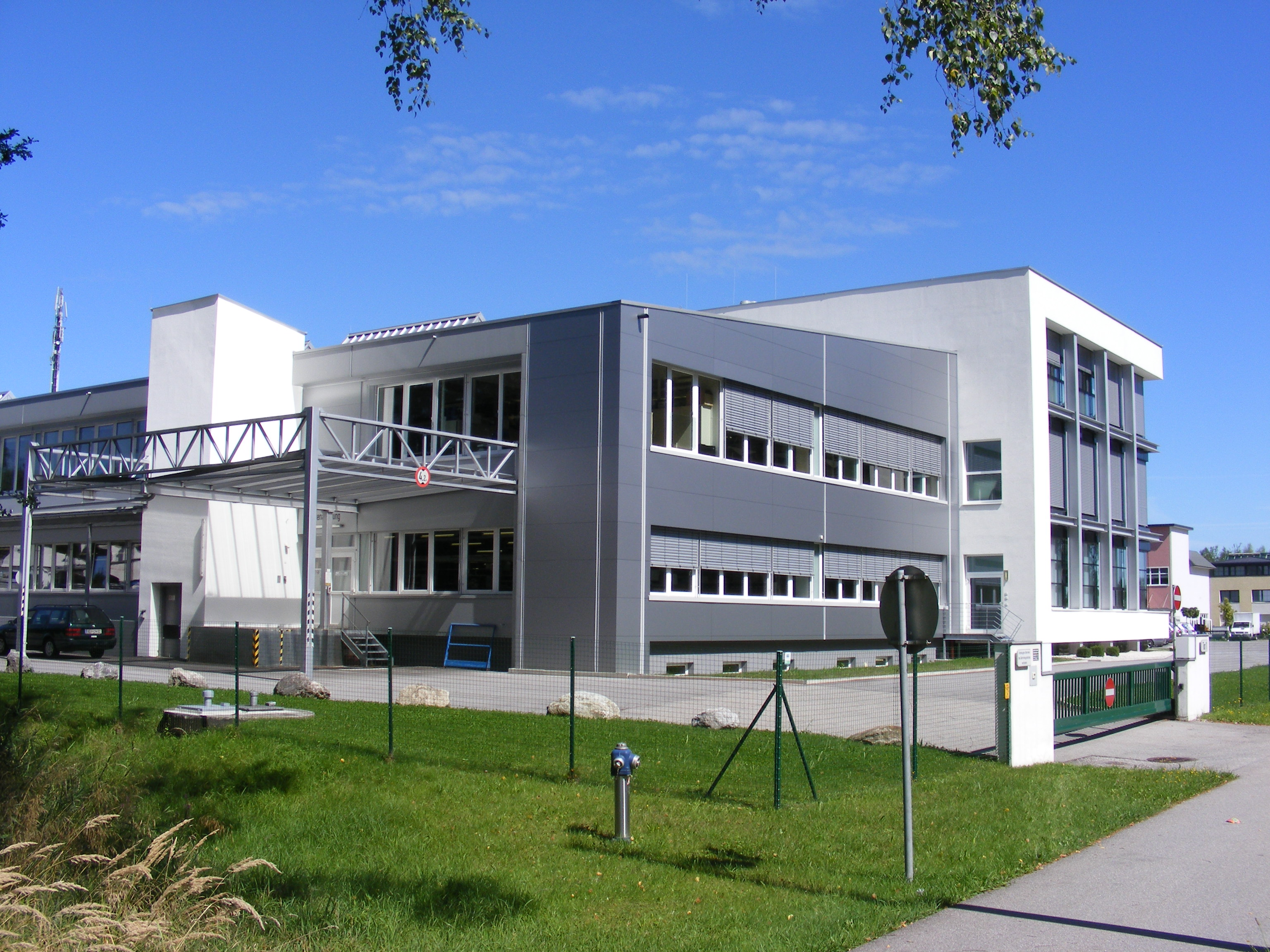
W&H Dentalwerk Bürmoos, Werk II

W&H stellte 1895 ein Universalhandstück mit verstellbarer Kopfneigung her, um einen optimalen Zugang zur Behandlungsstelle zu bekommen. Das erste gefertigte Feilwinkelstück von 1926, der sogenannte Cursor, vereinfachte die Wurzelkanalaufbereitung.
- 1939 erste Fußtretbohrmaschine. Mit Hilfe dieser Maschine konnten unabhängig vom Strom zahnmedizinische Behandlungen vorgenommen werden. Durch Betätigen eines Pedals – ähnlich einer mechanischen fußgetriebenen Nähmaschine – konnten die Bohrer in Rotation gebracht werden.
- 1959 erste Umhängebohrmaschine auf dem Markt. Damit wurden ambulante Zahnbehandlungen möglich, sodass auch bettlägerige Patienten behandelt werden konnten.
- 1960 Turbo 60, erste zahnmedizinische Turbine
- 1978 erste Roto Quick-Kupplung am Markt. Diese erlaubte eine freie und leichte Drehung der Instrumente um 360° und vereinfachte den Instrumentenwechsel.
- 1979 erste Druckknopfspannung für Turbinen. Erstmals konnte durch Betätigen eines Knopfs auf der Rückseite des Instrumentenkopfs der Bohrer gewechselt werden.
- 1983 Elcomed, das bislang stärkste und schnellste Klein-OP-Gerät. Der Motor erreichte eine Antriebsdrehzahl bis 45.000/min.
- 1989 ein spezielles Endo-Winkelstück. Die Wurzelkanalaufbereitung erfolgte durch sogenannte aleatorische, also zufällige Bewegungen statt durch einen starren Bewegungsablauf. Die Endo-Feile konnte so dem natürlichen Verlauf des Wurzelkanals besser folgen.
- 1995 898 LE (Low Emission), eine leise Turbine. Durch die hohe Kraftübertragung konnte die Leerlaufdrehzahl auf 300.000/min gesenkt werden.
- 2001 Implantologiemotor für detailgetreue Arbeit bei Zahnimplantaten
- 2007 Synea-Generation von Turbinen mit sterilisierbaren Leuchtdioden
- 2007 Einführung chirurgischer Hand- und Winkelstücke mit Generatortechnik
- 2009 Winkelstücke der Alegra-Reihe mit unabhängigem sterilisierbarem LED-Licht
- 2013 Turbine mit sterilisierbarem Fünffach-LED-Ring im Kopf des Instruments für schattenfreie Ausleuchtung des Behandlungsareals
- 2013 Piezomed, ein Chirurgie-Antrieb mit automatischer Spitzenerkennung
- 2013 Assistina 3×3, ein Gerät für die automatische Innen- und Außenreinigung sowie Ölpflege von Turbinen, Hand- und Winkelstücken
- 2015 drei Neuheiten: der Lisa-Sterilisator, ein beschleunigter Typ-B-Sterilisationszyklus und ein System zur Echtzeit-Fernüberwachung via Wi-Fi
- 2016 Primea Advanced Air Dentalturbine, erster luftbetriebener dentaler Highspeed-Antrieb mit elektronischer Luftsteuerung für konstante Abtragsleistung
- 2018 erstes Chirurgiegerät mit Implantatstabilitätsmessung. Das Gerät kann mittels Resonanzfrequenzmessungen sowohl die Primärstabilität von Implantaten als auch den optimalen Zeitpunkt für die Belastung des Implantats bestimmen.

## Auszeichnungen (Auswahl)
- 2018: Staatspreis Innovation für das Projekt „Primea Advanced Air – ein Technologiesprung in der Zahnbehandlung“[1]